# Luchtvaartreclame
Met de groei van de commerciële luchtvaart groeide ook de luchtvaartreclame.

## Eerste Luchtverkeer Tentoonstelling - ELTA

Affiche van Brian de Kruyff Dorssen voor de ELTA

Na de Eerste Wereldoorlog raakte de ontwikkeling van het vliegtuig in een stroomversnelling. Verschillende mensen besloten om zich in te zetten om het vliegtuig ook voor vreedzamer doeleinden te gebruiken zoals personen-, post- en vrachtvervoer. Twee luitenant-vliegers, M.L.J. Hofstee en Albert Plesman, maakten zich in het tijdschrift Het Vliegveld van de Koninklijke Nederlandsche Vereeniging voor Luchtvaart (K.N.V.v.L.) zorgen over de achterstand, die Nederland op het gebied van de luchtvaart begon op te lopen. Om die achterstand te voorkomen kondigden zij een tentoonstelling aan waar de buitenlandse resultaten op vlieggebied en toekomstige ontwikkelingen op dit terrein zouden worden getoond.
De Eerste Luchtverkeer Tentoonstelling Amsterdam (ELTA) was daarmee een feit. De tentoonstelling werd op 1 augustus 1919 geopend en liep tot 12 september. De tentoonstellingshal was aan de Papaverweg in Amsterdam, waar later de Fokkerfabriek zou staan. Naast een hal was er ook een terrein waarop vliegdemonstraties werden gegeven. In de 42 dagen dat de expo liep, werden er 4.000 luchttoertjes gemaakt voor een prijs van f 40,- per keer. Een formidabel bedrag in die tijd. Rond de 500.000 mensen bezochten de ELTA. Vanaf dit moment is de luchtvaart een algemeen gespreksonderwerp in Nederland geworden en het zou dat nog jaren blijven.

## Oprichting KLM
In oktober 2002 werd door het museum voor communicatie op een veiling een bijzonder affiche aangekocht. Het is vermoedelijk de eerste affiche die voor de KLM werd gemaakt en dateert uit 1919. In hetzelfde jaar wordt door de K.N.V.v.L. een onderzoek ingesteld naar mogelijkheden om een luchtvaartdienst op Engeland te openen. Tegelijk wordt door het ministerie van Waterstaat een commissie ingesteld, die voor onderzoek naar de mogelijkheden van internationaal luchtpostverkeer door Nederland naar Londen vertrekt. De commissie komt tot de conclusie dat het initiatief tot oprichting van een luchtvaartmaatschappij aan particulieren moet worden overgelaten. Daarbij wordt wel gesteld dat haast geboden is omdat de Engelsen staan te dringen om actie op dit terrein te gaan ondernemen. Het succes van de ELTA bracht alles in een stroomversnelling. Op 7 oktober 1919 wordt de N.V. Koninklijke Luchtvaartmaatschappij voor Nederland en Koloniën (KLM) opgericht. Albert Plesman, de organisator van de ELTA, wordt aangewezen als administrateur. Het hoofdkantoor van de KLM wordt gevestigd aan de Herengracht in Den Haag.

## Reclame voor de KLM

Affiche van Brian de Kruyff Dorssen voor de KLM

Al vanaf het begin is Plesman zich ervan bewust dat het bedrijf reclame moet maken voor zijn diensten. In het oprichtingsjaar wordt dan ook de eerste reclameaffiche uitgegeven. Ook voor de ELTA had Plesman een affiche laten maken door een van zijn vrienden, luitenant-vlieger Brian de Kruyff van Dorssen. Voor de KLM-affiche vraagt hij opnieuw De Kruyff. De overeenkomst in stijl is dan ook niet verwonderlijk. Onderaan staat nog de volledige naam van de KLM, zoals die in de statuten van de NV werden opgenomen
Later zal de naam ingekort worden tot Koninklijke Luchtvaart Maatschappij. Het bedrijf maakt met dit biljet niet alleen reclame voor personenvervoer maar propageert eveneens het luchtpostverkeer. Het logo van de KLM ontbreekt op de affiche nog. Ook dit werd in 1919 ontworpen en wel door de architect D. Roosenburg, die bevriend was met Plesman. Roosenburg zou ook later nog veel werk voor de KLM verrichten. Zo ontwierp hij in 1938 het hoofdkantoor van de KLM in Den Haag, het oude ministerie van Verkeer en Waterstaat aan de Plesmanweg.